# 杉山進
杉山 進（すぎやま すすむ、1932年4月10日 - 2025年4月10日）は、長野県下高井郡野沢温泉村出身の元アルペンスキー選手、指導者。
「杉山スキー＆スノースポーツスクール」代表。日本職業スキー教師協会（SIA）第5代会長。

## 来歴

### 現役時代
幼少期からスキーに親しみ、旧制飯山中学・飯山北高ではスキー部で活躍。高校1年の時、従兄の片桐匡（元全日本スキー連盟副会長、長野県スキー連盟会長）の紹介で、猪谷六合雄・千春父子と知り合う。北アルプス・涸沢での猪谷父子の合宿にも参加し、大きな影響を受ける。高校卒業後、長野電鉄に入社。1954年の第32回全日本スキー選手権大会では、滑降・回転の2冠となり、次世代の有力選手として注目されるようになる。翌年の同大会の回転も制し、猪谷千春とともに1956年コルチナ・ダンペッツオオリンピックの代表に選出された。
同オリンピックでは、アルペンスキーの滑降・回転・大回転にエントリーしたが、初の国際大会出場ということもあって、実力を十分発揮出来ず、滑降33位、回転37位、大回転47位と不本意な成績に終わった。大会終了後、オーストリアのサンアントン、スイスのサンモリッツ、フランスのシャモニーなどを回り、当地のレースにも参加した。
帰国後、引き続きヨーロッパへの武者修行を希望したが、当時はまだ民間人の自由な海外旅行は認められておらず、願いは適わなかった。その後も第一線で活躍し、1957年の第35回全日本スキー選手権大会の回転と、1960年の同大会の回転も制したが、1960年スコーバレーオリンピックの代表選考では、若手にチャンスを与えるという全日本スキー連盟の意向により、代表には選ばれなかった。このことが契機となり、杉山は1962年に選手生活を引退した。

### スキー指導者へ
競技を引退した1962年、コルティナダンペッツォオリンピックのスキー監督・野崎彊の勧めで、朝日新聞社・NHK主催のオーストリア人教師によるスキー講習会に、アシスタントとして参加。教師の一人だったフランツ・デブリルの知遇を得て、オーストリアに渡るチャンスに恵まれる。
オーストリアに渡った杉山は、オーバーエステライヒ州で同国アルペン・ナショナルチームのトレーニングに参加する。さらに、フランツ・ホピヒラー教授と、シュテファン・クルッケンハウザー教授と知り合う機会を得る。クルッケンハウザーは、当時国家検定スキー教師の養成機関・サンクリストフ・ブンデススポーツハイムの校長を務めていた。しばらくここで本場のスキーを学びたいという杉山に対し、クルッケンハウザーは、国家検定スキー教師の資格を取得することを提案する。杉山はこれを受け入れ、数年間の刻苦精励の末、1964年に日本人では戦後初の国家検定スキー教師の資格を得た。
帰国後の1965年、杉山は長野電鉄のバックアップを得て、志賀高原の丸池に「杉山進スキースクール」を立ち上げる。この時杉山が標語として掲げたのは、「まず楽しく、そして美しく、最後に力強く」というものであった。これは、ヨーロッパ滞在中、現地の人たちがスキーを心から楽しみ、しっかりした技術で力強く滑っている姿に接し、強く感動したことに由来するという。
だが、自らの名前を冠した学校を開いたことは、職業的なスキー教師として生きる決意を示すものであると同時に、IOC（国際オリンピック委員会）、JOC（日本オリンピック委員会）などが標榜する「自らの競技で得た名声を、商業的に利用してはならない」というアマチュア規定に明らかに反するものであった。従って、必然的に杉山とアマチュアの団体である全日本スキー連盟（SAJ）との関係も悪化することとなった。
2025年4月10日、多臓器不全により中野市内の病院で死去。93歳没。

### 日本職業スキー教師協会（SIA）
1968年、杉山、西村一良、見谷昌禧、園部勝、黒岩達介らを中心として、「日本職業スキー教師協会（SIA）」が発足。初代会長には西村が就任する。1971年には国際職業スキー教師連盟（ISIA）に加入が認められ、1974年には日本スキー界の長老・猪谷六合雄（猪谷千春の父）が2代目会長となった。1979年には、世界のスノースポーツ指導者が集まり、協議会や講習などを行う「インタースキー」の第11回大会が山形県の蔵王で開催され、杉山らの努力もあって成功裡に終わる。1991年には第14回大会が長野県の野沢温泉で開かれ、SIAは、SAJに対抗する組織として、国際的な地位を徐々に築き上げていった。杉山は、1996年から2009年まで会長を務めた。

## 著作

### 著書
- 「オーストリアスキー ― ポイントと練習と実際」（1965年）
- 「杉山進のトップ・スキー ― オーストリア・スキーの技術と体験」（1965年、志賀仁郎と共著）
- 「スキー上達55のヒント ― どんな雪でも斜面でも」（1966年）
- 「スキーレッスン ― たくましいスキーをめざして」（1975年）
- 「遥かなスキー 人生で大切なことはすべて、雪と山が教えてくれた」（2014年）

### 訳書
- カール・コラー著「オーストリアのパラレルスキー」 （1967年）
- レッギー・シャラー著「日本人のための最新オーストリアスキー」 （1979年）